# Meißen

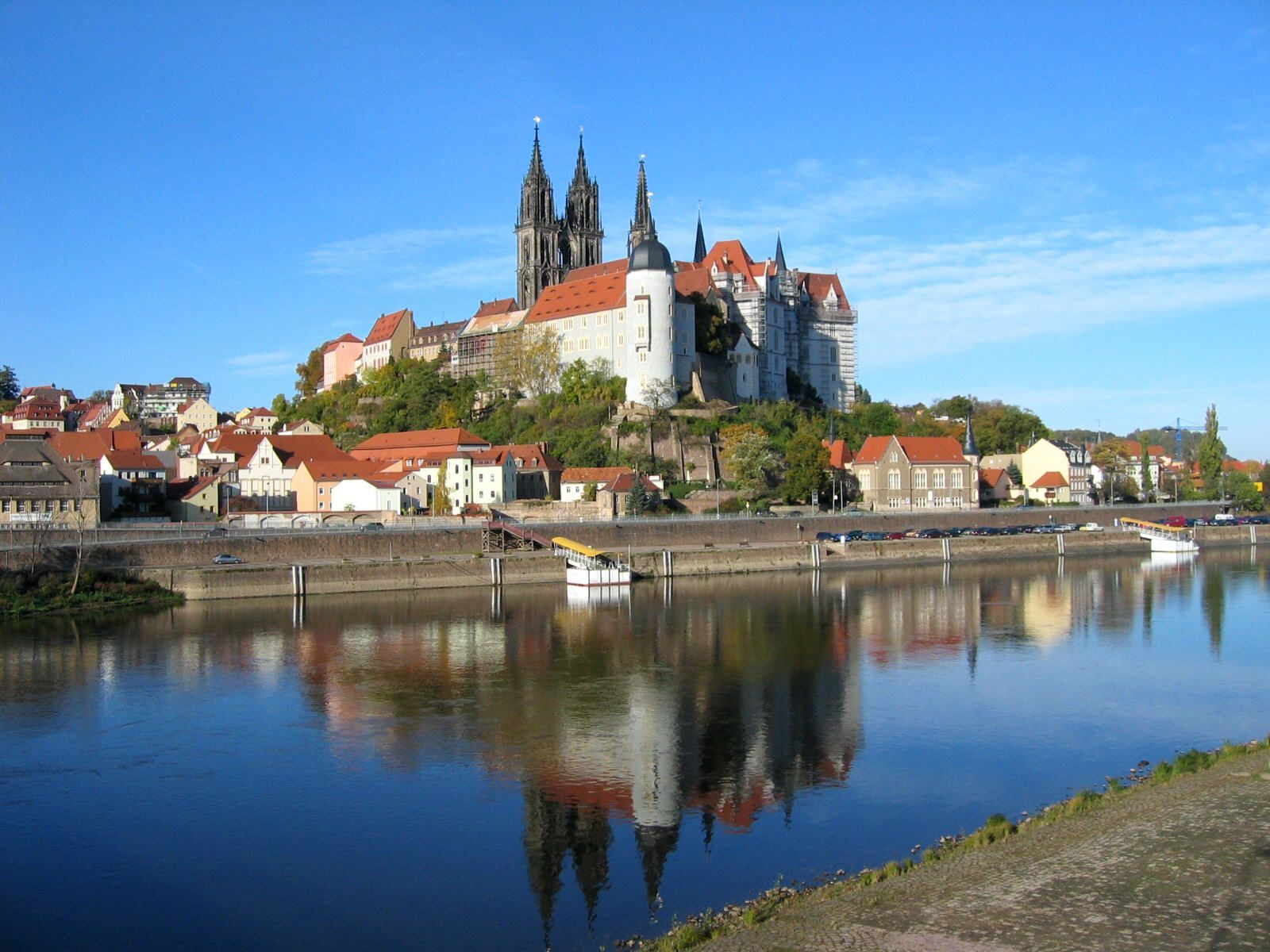

Meißen (în poloneză Miśnia, în latină Misnia, Misena) este un oraș din landul Saxonia, Germania, capitala districtului rural (Landkreis) cu același nume. Se află situat la râul Elba. Orașul este renumit în toată lumea prin manufactura sa de porțelan istorică numită oficial Staatlichen Porzellanmanufaktur Meissen și fondată în 1708 - prima din Europa.

## Monumente
- Domul din Meissen, edificiu din sec. al XIII-lea

 Marca de Meissen 968–1002

Ducatul Poloniei 1002

 Marca de Meissen 1002–1423

 Principatul Saxoniei 1423–1697

 Polonia–Saxonia 1697–1706

 Principatul Saxoniei 1706–1709

 Polonia–Saxonia 1709–1763

 Principatul Saxoniei 1763–1806

 Regatul Saxoniei 1806–1871

 Imperiul German 1871–1918

 Republica de la Weimar 1918–1933

 Imperiul German 1933–1945

 Zonele aliate de ocupație din Germania 1945–1949

 Republica Democrată Germană 1949–1990

 Republica Federală Germană 1990–prezent 

## Personalități
- Heinrich Richard Baltzer (1818-1887), matematician

1. ↑  Alle politisch selbständigen Gemeinden mit ausgewählten Merkmalen am 31.12.2018 (4. Quartal) (în germană), Statistisches Bundesamt[*], arhivat din original la 10 martie 2019, accesat în 10 martie 2019